# Кавањано (Варезе)
Кавањано је насеље у Италији у округу Варезе, региону Ломбардија.
Према процени из 2011. у насељу је живело 562 становника. Насеље се налази на надморској висини од 551 м.